# Гидрофосфат серебра
Гидрофосфа́т серебра́ — неорганическое соединение, 
кислая соль металла серебра и ортофосфорной кислоты с формулой Ag2HPO4,
бесцветные или жёлтые кристаллы.

## Получение
- Выпадает в осадок при концентрировании раствора ортофосфата серебра(I) в ортофосфорной кислоте, содержащей 50% пентаоксида фосфора:

{\displaystyle {\mathsf {2Ag_{3}PO_{4}+H_{3}PO_{4}\ {\xrightarrow {P_{2}O_{5}}}\ 3Ag_{2}HPO_{4}}}}

## Физические свойства
Гидрофосфат серебра образует бесцветные или жёлтые кристаллы.
Чувствительны к свету.

## Химические свойства
- Разлагается в присутствии воды:

{\displaystyle {\mathsf {3Ag_{2}HPO_{4}\ {\xrightarrow {H_{2}O}}\ 2Ag_{3}PO_{4}+H_{3}PO_{4}}}}